# Diadúmeno

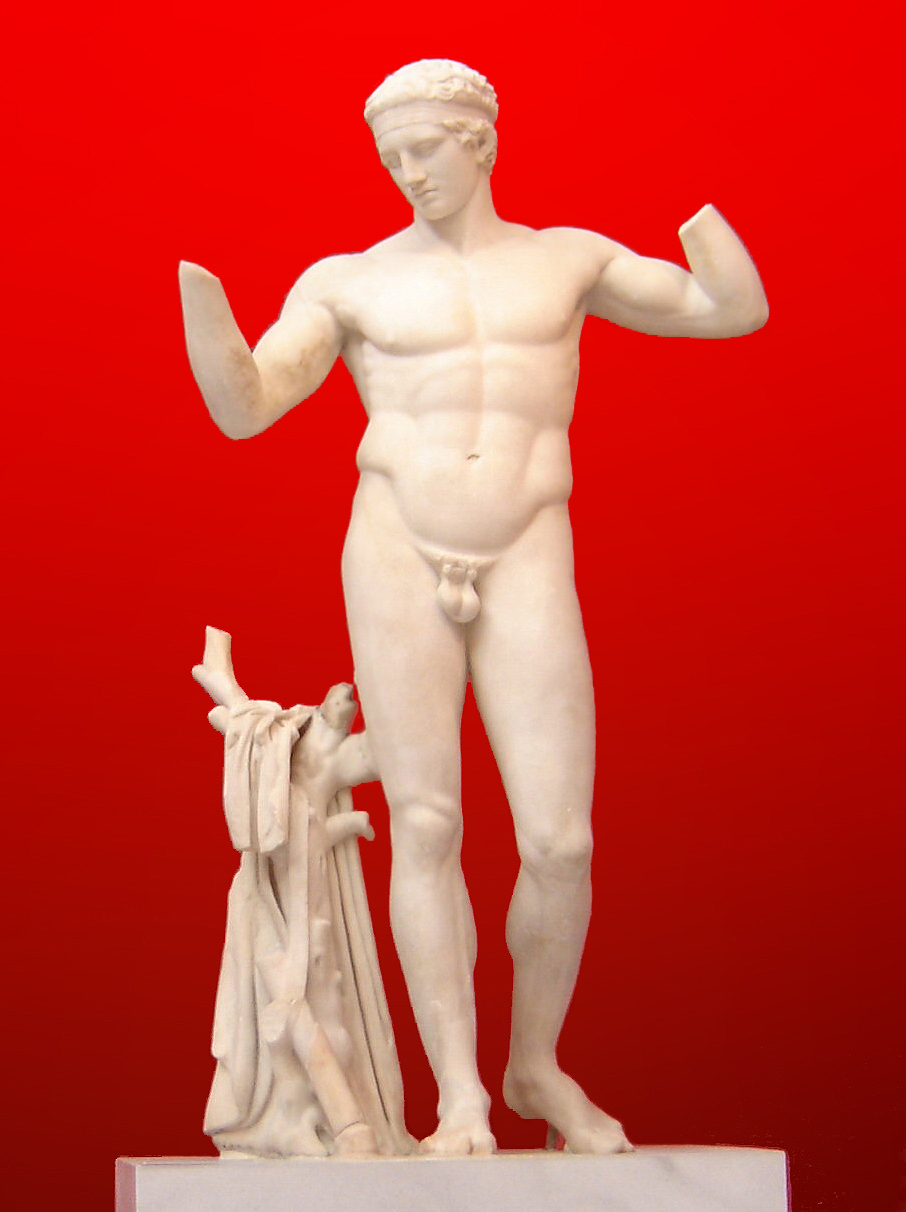
Copia romana del Diadúmeno conservada en el Museo Arqueológico Nacional de Atenas.

El Diadúmeno (en griego antiguo: Διαδούμενος) es una estatua diseñada por el escultor griego Policleto en el siglo V a. C. La estatua original fue realizada en metal, probablemente en bronce, pero en la actualidad sólo se conservan copias en piedra caliza y mármol. La copia más conocida se conserva en el Museo Arqueológico Nacional de Atenas. Hay otras, como la del Museo Británico en Londres, el Museo Metropolitano de Arte (Met) en Nueva York y el Museo del Prado en Madrid.
Representa a un atleta griego ciñendo en su cabeza la cinta de la victoria, de donde procede el nombre griego διαδούμενος diadúmenos ‘el que se ciñe’, que deriva del verbo διαδέω diadéo ‘ceñir’. Aún está desnudo después de la competición y eleva los brazos para atarse la diadema, una banda en forma de cinta que identifica al ganador y que en la obra original, de alrededor del año 420 a. C., estaría representada por una cinta labrada.

## Estilo

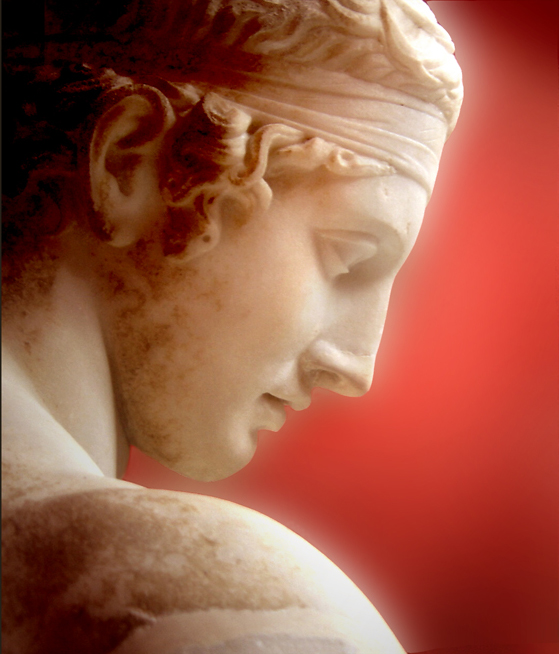
Detalle.

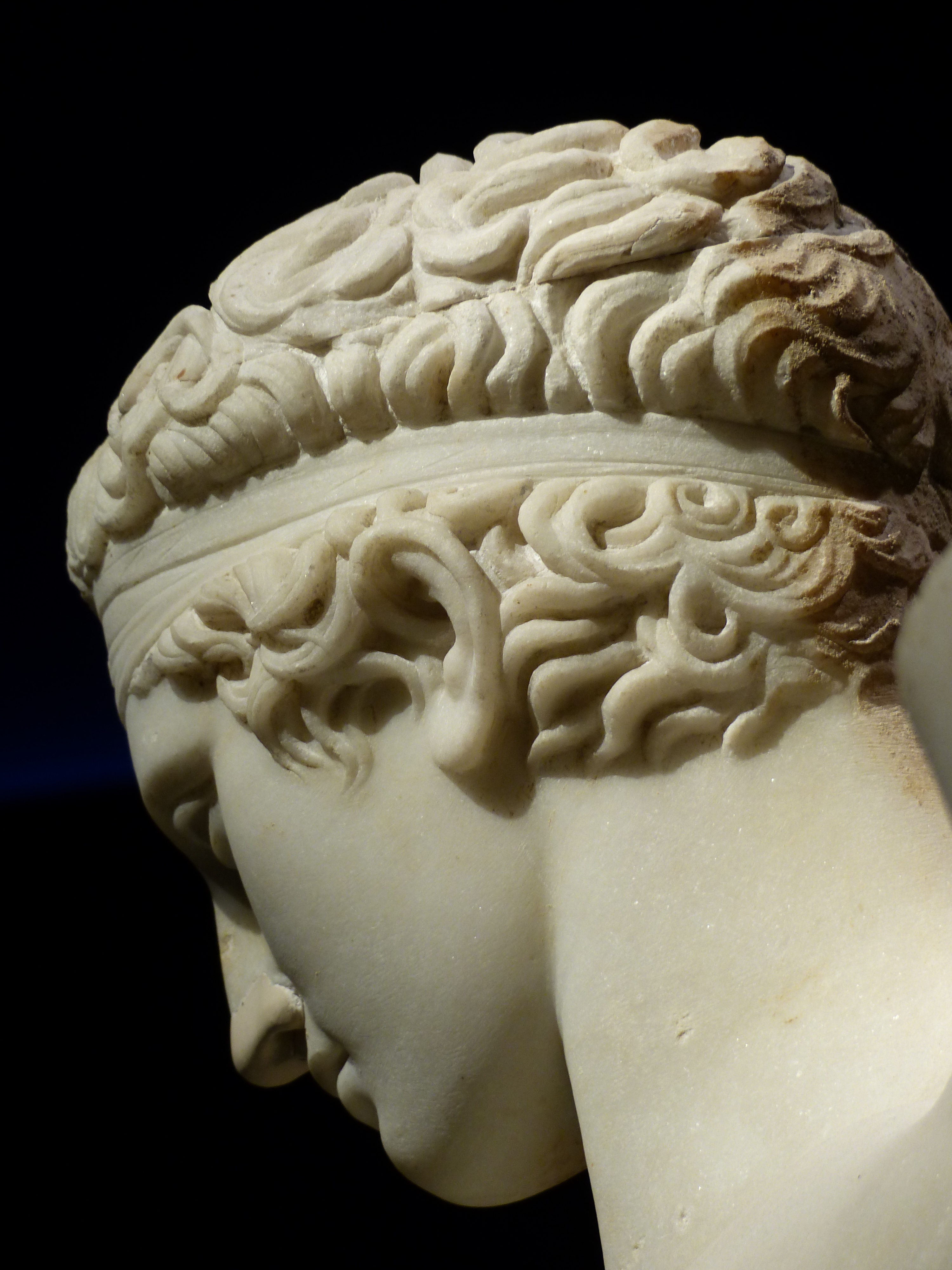
der

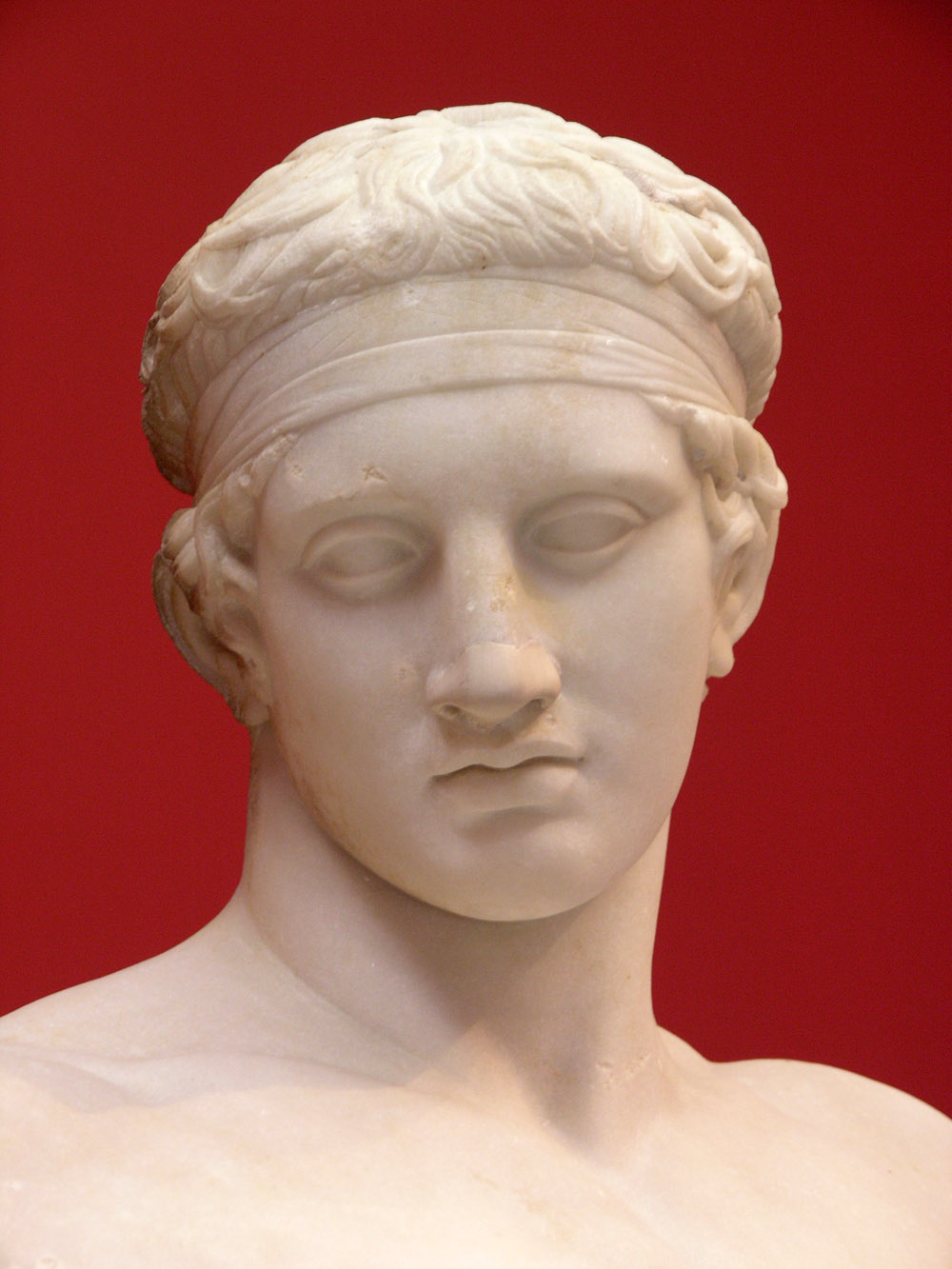
Cabeza del tipo Diadúmeno, Museo Arqueológico Nacional de Atenas.

La figura está en pie, en contrapposto, apoyando su peso sobre la pierna derecha. La copia conservada en el Museo Arqueológico Nacional de Atenas tiene la rodilla fracturada. Muestra poros por los que más de una vez se filtró agua, que fracturó la piedra caliza, lo que requirió varias reconstrucciones. Tiene su cabeza inclinada ligeramente a la derecha, contenida, como aparentemente perdido en la vida divina. 
El Diadúmeno, junto al Doríforo son las esculturas más famosas de Policleto, formando tres modelos básicos para la escultura de la Antigua Grecia que representan las tres a jóvenes idealizados de una manera convincentemente naturalística. La estatua ilustra los principios enunciados por Policleto en su Canon: la altura total equivalía a siete veces la altura de la cabeza, que es la longitud del pie apoyado. 
El Diadúmeno es una obra emblemática del clasicismo genuino; la escultura combina equilibrio y dinamismo, gracias a una hábil conjunción de la torsión de la espalda y las caderas. Sigue también el principio de la diartrosis donde se acentúan las líneas divisorias entre brazos y piernas, el borde inferior de los pectorales, cintura e ingles.

## Copias romanas
El original del Diadúmeno (realizado presumiblemente en bronce mediante la técnica de fundición) no se conserva y hubo de perderse en fecha temprana. La Historia Natural de Plinio describe copias de mármol en Roma de los originales griegos en bronce. De hecho, las copias romanas en mármol debieron abundar, a juzgar por el número de fragmentos reconocibles y obras completas hallados (incluyendo una cabeza en el Louvre). Se conservan cincuenta réplicas, de entre las cuales, algunas de las mejores y más completas son las que se encuentran en el Museo Arqueológico Nacional de Atenas, el Museo Metropolitano de Arte de Nueva York, el Museo Británico de Londres y el Museo del Prado de Madrid.

### Museo Arqueológico Nacional de Atenas

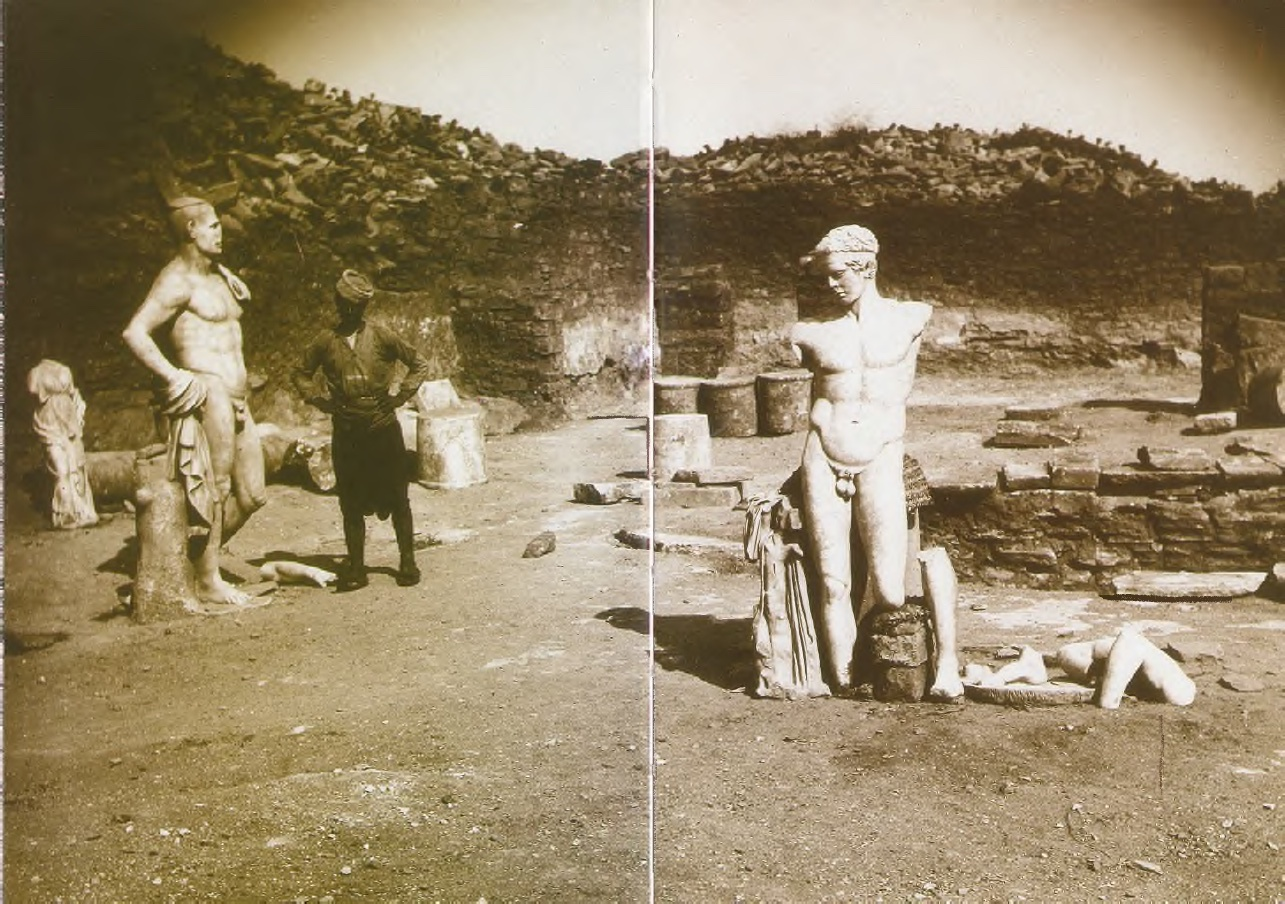
El Diadúmeno de Delos tras su descubrimiento en 1894.

La copia que se conserva en el Museo Arqueológico Nacional de Atenas es la más conocida. A menudo se hace referencia a ella con el nombre de Diadúmeno de Delos, por haber sido encontrada en una casa helenística situada en la isla griega de Delos, en el archipiélago de las Cícladas; el descubrimiento de la estatua, a su vez, ha dado nombre a la propia casa, que es conocida como la Casa del Diadúmeno. 
La estatua, fechada hacia el año 100 a. C., está realizada en mármol y tiene la capa del vencedor y un carcaj, apuntando que él es el vencedor de un concurso de arco, lo que quizás implica una referencia al dios Apolo, que también era representado como un joven idealizado.

### Museo Metropolitano de Arte (Nueva York)

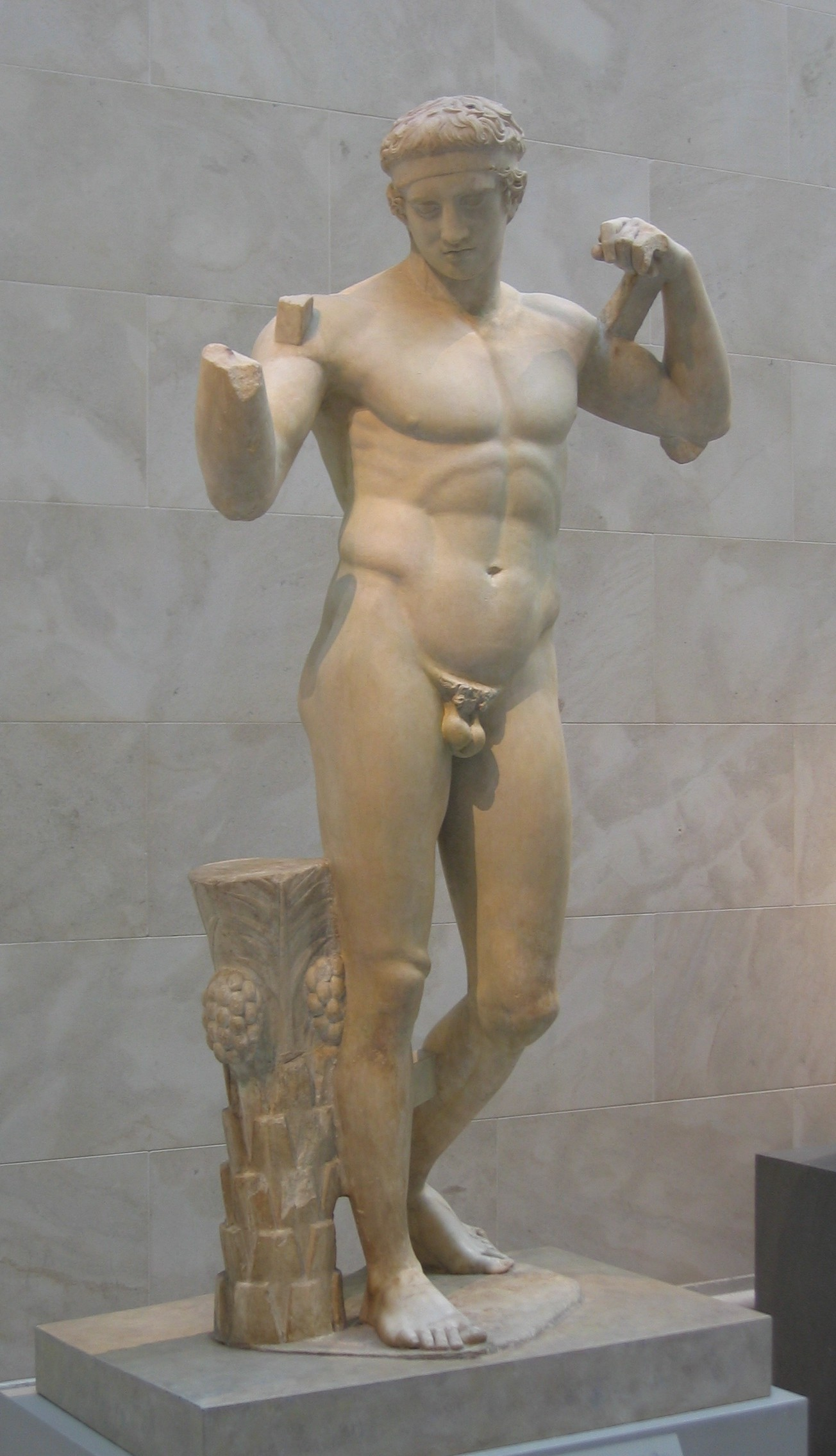
Copia del Diadúmeno en el Met de Nueva York.

La copia romana que se encuentra en el Museo Metropolitano de Arte en Nueva York está realizada en mármol pentélico y está fechada en el tiempo de gobierno de la dinastía flavia, esto es, entre los años 69 y 96 d. C. Tiene una altura de 185 centímetros.

### Museo Británico (Londres)

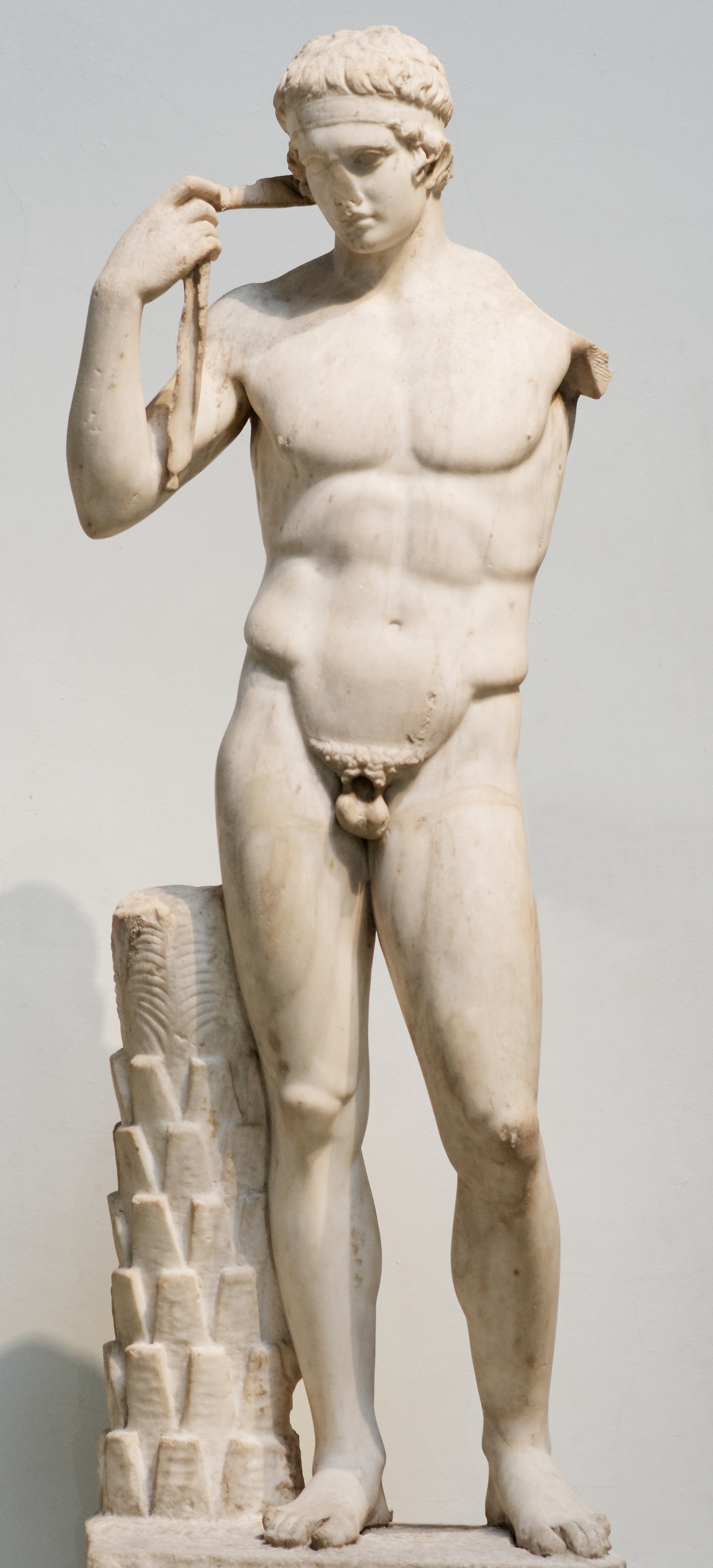
El Diadúmeno farnesio en el Museo Británico.

La copia romana que se encuentra en el Museo Británico en Londres, conocida por el nombre de Diadúmeno farnesio, está realizada en mármol y está fechada en el siglo I d. C. Tiene una altura de 145 centímetros. No fue reconocido hasta 1878 que la copia romana en mármol procedente de Vaison-la-Romaine (Vasio Romana, Francia), ahora en el Museo Británico, recrea el original en bronce de Policleto. Las manos se han perdido.

### Museo del Prado (Madrid)
La copia romana del Museo del Prado está fechada entre los años 140 y 150 d. C., bajo el reinado de Antonino Pío. Es considerada una de las mejores copias conservadas, si bien está un tanto desvirtuada porque en el siglo XVII le fue implantado un brazo de forma equivocada. Mide 202 centímetros de alto y está realizada en mármol blanco de grano fino.

## Recepción moderna

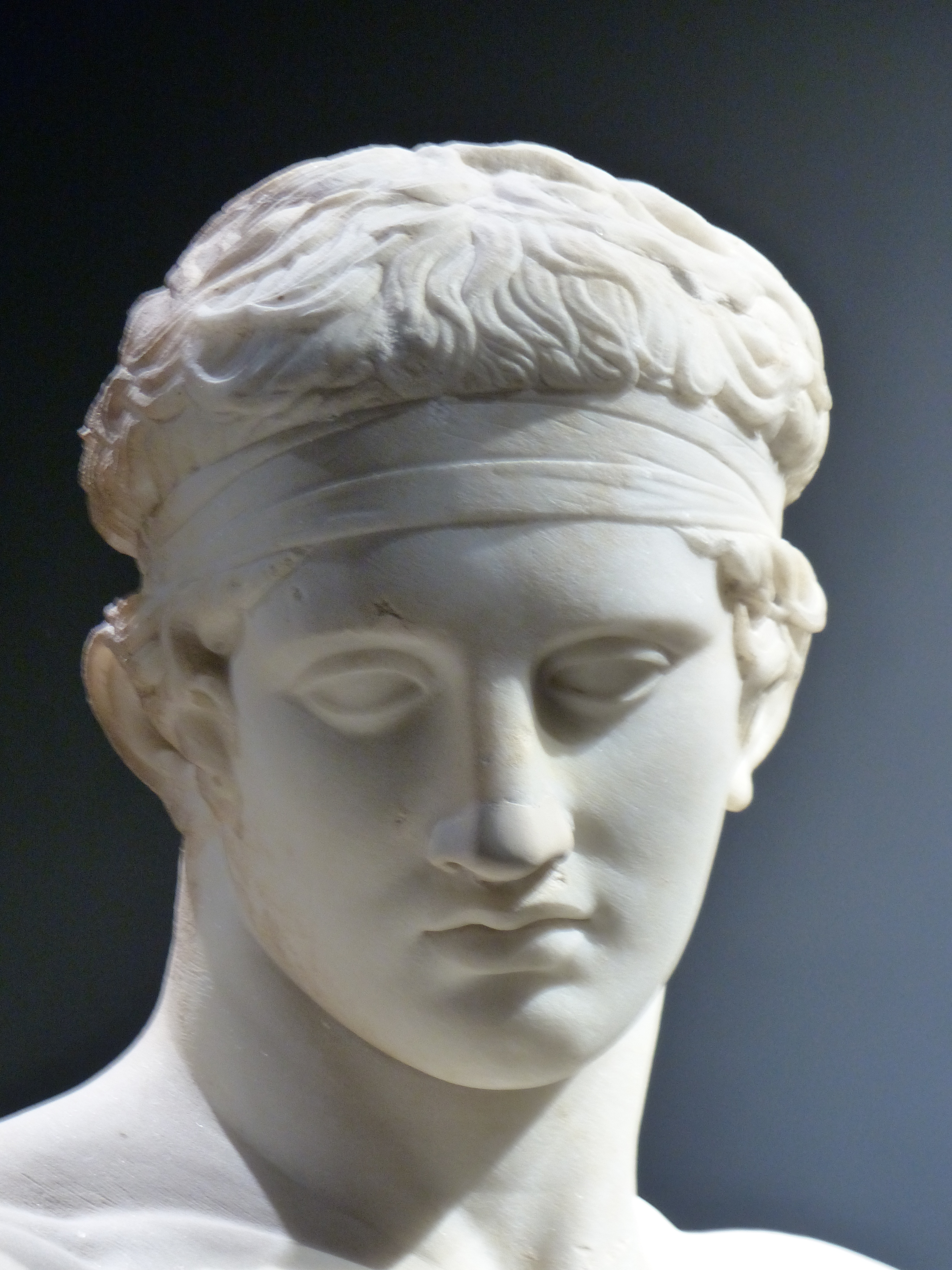
Diadúmeno, Atenas, Grecia, 2019

Un hecho que señala el continuado valor artístico que se otorga al tipo Diadúmeno en la época moderna, una vez que se le relacionó de nuevo con Policleto en 1878, puede obtenerse de los hechos de que una copia estaba entre las esculturas alineadas en el tejado del Museo Nacional de Atenas cuando se completó en 1889, y que la Venus Esquilina a veces ha sido interpretada como una versión femenina del tipo Diadúmenos (una diadúmena, o mujer atándose una diadema).